# Euromoia mixta
Euromoia mixta är en fjärilsart som beskrevs av Otto Staudinger 1892. Euromoia mixta ingår i släktet Euromoia och familjen nattflyn. Inga underarter finns listade i Catalogue of Life.